# Callophrys viridis
Callophrys viridis är en fjärilsart som beskrevs av Edwards 1862. Callophrys viridis ingår i släktet Callophrys och familjen juvelvingar. Inga underarter finns listade i Catalogue of Life.